# IC 127
IC 127 је спирална галаксија у сазвјежђу Кит која се налази на листи објеката дубоког неба у Индекс каталогу.
Деклинација објекта је - 6° 58' 47" а ректасцензија 1h 29m 47,4s. Привидна величина (магнитуда) објекта IC 127 износи 13,7 а фотографска магнитуда 14,5. IC 127 је још познат и под ознакама MCG -1-4-57, PGC 5581.